# 秋田市立旭川小学校
秋田市立旭川小学校（あきたしりつ あさひかわしょうがっこう）は、秋田県秋田市手形字才ノ浜にある公立小学校。学校区は、旭川流域地域に位置し、主に天徳寺と手形山公園に挟まれた区域である。

## 概要
1874年創立の伝統校で、泉馬場、泉一ノ坪、泉三嶽根、泉字五庵山、濁川、旭川南町、旭川新藤田西町、旭川新藤田東町、新藤田、旭川清澄町、添川、山内、仁別などを学区とする。秋田市立藤倉小学校と秋田市立添川小学校を吸収している。ほとんどの生徒が、秋田市立秋田東中学校に進学する。同校敷地内には、秋田市旭川地区コミュニティセンターと旭川児童館がそれぞれ別棟で設置されており、地域文化の中心となっている。
- 敷地面積：13,107m2
- 校舎面積：6,459m2
- 屋内運動場面積：1,016m2
- 屋外運動場面積: 5,4302[2]

## 教育目標
- 夢に向かって　やさしく　かしこく　たくましく[3]
  - 自分を大切にする子供
  - 温かく思いやりのある子供
  - 進んで関わり高め合う子供
  - 心のこもった挨拶ができ地域に愛される子供

## 沿革
以下、注釈の無い項目は学校の公式サイトの情報によるもの。
- 1874年 - 泉一ノ坪に秋田郡北泉学校として創立。
- 1880年 - 南秋田郡第八区泉小学校と改称する。
- 1885年 - 校舎を泉五庵山に移転し、藤倉に分校設置。
- 1887年 - 広面村赤沼に広面村外三か村組合簡易小学校を創設。
- 1889年 - 組合より別れ手形字向搦田に移転し、下旭川簡易小学校と改称。
- 1915年 - 秋田師範学校第二代用付属となる。
- 1941年 - 秋田市立旭川国民学校と改称。
- 1947年 - 現校名に改称。
- 1955年 - 現在地に移転。
- 1964年 - 秋田市立添川小学校を吸収。
- 1965年 - 秋田県学校林コンクール優勝。
- 1975年 - 秋田市立藤倉小学校を吸収。

## 校章
- 校章のページを参照。
- 平和の象徴である鳩と学究を表すペンを採用。日々真剣に学習に取り組み、輝く未来に羽ばたく旭川小学校のシンボルである。

## スポーツ少年団
- 野球
- サッカー
- バスケット男女
- バレーボール
- 陸上
- 柔道[5]

## 主な進学先
- 秋田市立秋田東中学校

## 最寄駅
- 秋田駅
  - かつて学区内を仁別森林鉄道が走っていた。

## アクセス
- 秋田中央交通　仁別リゾート公園線秋田温泉線　旭川小学校前下車

## 著名出身者
- 石井大智 (プロ野球選手)[6]
- 石塚公評 (ローカルタレント)[7]
- 高橋雄之助 (政治家)
- 深瀬菜月 (新体操選手)

## 周辺
- 秋田市旭川児童館
- 秋田県立秋田高等学校
- 秋田市立めじろ台児童遊園
- 秋田市上下水道局手形山配水場
- 秋田市立手形山公園
- 秋田新藤田郵便局
- 秋田市立新藤田侭ノ下児童遊園

## ギャラリー

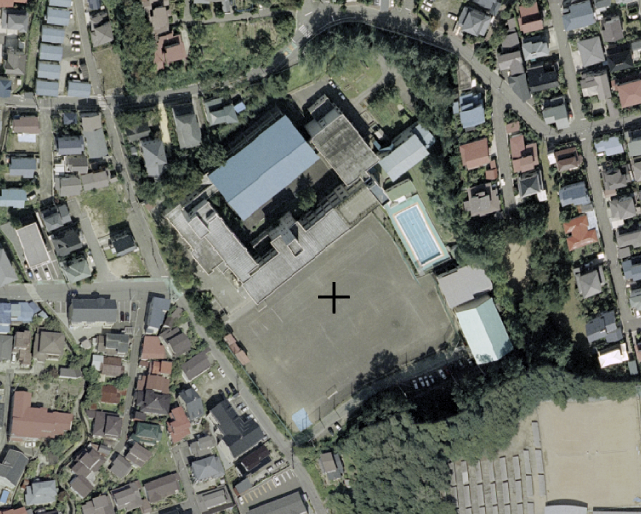
2009年撮影の旭川小学校
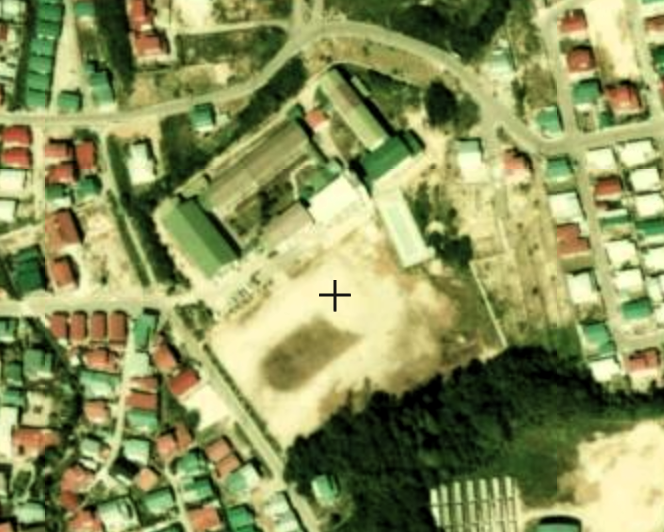
1970年代撮影の旭川小学校
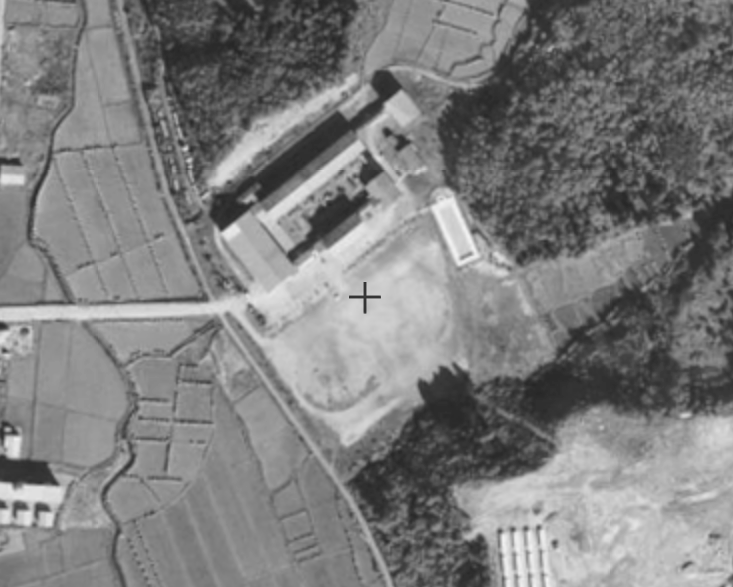
1960年代撮影の旭川小学校
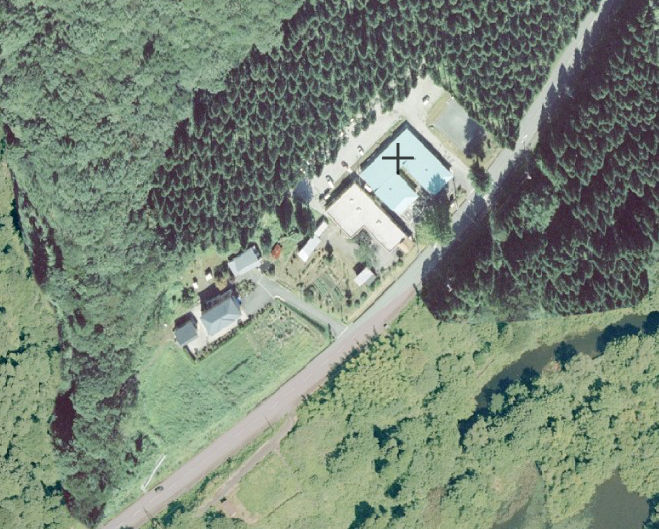
2009年撮影の藤倉小学校跡地、一羊会杉の木園となっている
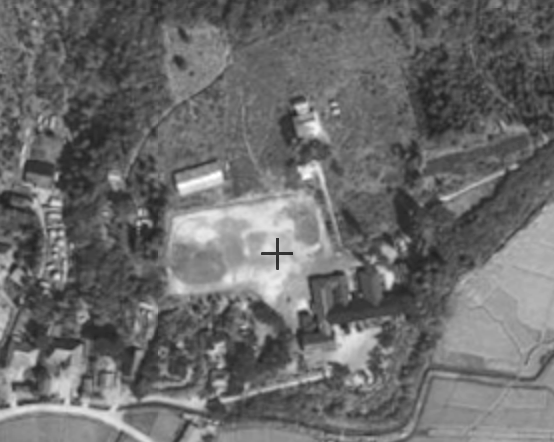
1960年代撮影の添川小学校